# خوزه کارلوس دا کوستا آراخو
خوزه کارلوس دا کوستا آراخو (به پرتغالی: José Carlos da Costa Araújo) دروازه‌بان اهل برزیل است که در شهر ریودو ژانیرو و در تاریخ ۷ فوریهٔ ۱۹۶۲ به دنیا آمده‌است.
خوزه کارلوس دا کوستا آراخو در تیم‌های فوتبال Americano سابقهٔ حضور دارد.